# Борівська селищна рада (Сєвєродонецьк)
Бо́рівська се́лищна ра́да — адміністративно-територіальна одиниця та орган місцевого самоврядування у складі Сєвєродонецької міської ради Луганської області. Адміністративний центр — селище міського типу Борівське.

## Загальні відомості
- Територія ради: 0,914 км²
- Населення ради: 6244 особи (станом на 2001 рік)
- Водоймища на території, підпорядкованій даній раді: озеро Туба, річка Сіверський Донець.

## Населені пункти
Селищній раді підпорядковані населені пункти:
| № | Назва       | Тип  | Рік заснування | Площа км² | Населення, ос. |
| - | ----------- | ---- | -------------- | --------- | -------------- |
| 1 | Борівське   | смт  | 1640           | 0,880     | 5928           |
| 2 | Боброве     | село | 1770           | 0,021     | 255            |
| 3 | Осколонівка | село | 1958           | 0,008     | 23             |

## Склад ради
Рада складається з 30 депутатів та голови.
- Голова ради: Афанас'єва Лідія Іванівна

### Керівний склад попередніх скликань
| Прізвище, ім'я, по батькові | Основні відомості                                                                      | Дата обрання | Дата звільнення |
| --------------------------- | -------------------------------------------------------------------------------------- | ------------ | --------------- |
| Афанас'єва Лідія Іванівна   | Селищний голова, 1964 року народження, освіта середня, член Партії регіонів, пенсіонер | 04.11.2010   |                 |

### Депутати
За результатами місцевих виборів 2010 року депутатами ради стали:

#### За суб'єктами висування
| Суб'єкт висування | Кількість обраних депутатів | %  |
| ----------------- | --------------------------- | -- |
| Самовисування     | 18                          | 60 |
| Партія регіонів   | 12                          | 40 |

#### За округами
| № округу        | Прізвище, ім'я, по батькові     | Дата визнання обраним | Освіта             | Партійна приналежність                  | Відомості про обраного депутата               |
| --------------- | ------------------------------- | --------------------- | ------------------ | --------------------------------------- | --------------------------------------------- |
| Партія регіонів |                                 |                       |                    |                                         |                                               |
| 2               | Толокольніков Сергій Васильович | 04.11.2010            | середня            | член Партії регіонів                    | тимчасово не працює                           |
| 8               | Черножукова Любов Василівна     | 04.11.2010            | середня спеціальна | член Партії регіонів                    | Борівська селищна рада, головний бухгалтер    |
| 9               | Курбатова Клавдія Іванівна      | 04.11.2010            | середня спеціальна | член Партії регіонів                    | Борівська селищна рада, спеціаліст            |
| 13              | Трунова Лариса Іванівна         | 04.11.2010            | середня            | член Партії регіонів                    | підприємець                                   |
| 14              | Бикова Антоніна Миколаївна      | 04.11.2010            | середня            | член Партії регіонів                    | Магазин «Салют», продавець                    |
| 15              | Трунов Василь Єгорович          | 04.11.2010            | середня            | член Партії регіонів                    | пенсіонер                                     |
| 17              | Ворошилова Ірина Миколаївна     | 04.11.2010            | середня спеціальна | член Партії регіонів                    | Борівська загальноосвітня школа № 19, вчитель |
| 18              | Єфімова Наталія Іванівна        | 04.11.2010            | вища               | позапартійна                            | Ринок ДЛВСЄ, лаборант                         |
| 21              | Позднякова Олена Петрівна       | 04.11.2010            | середня            | член Партії регіонів                    | АЗОТ, машинист                                |
| 24              | Маслова Олеся Миколаївна        | 04.11.2010            | середня спеціальна | член Партії регіонів                    | Борівська поліклиника, медсестра              |
| 26              | Агафонова Любов Миколаївна      | 04.11.2010            | вища               | член Партії регіонів                    | пенсіонер                                     |
| 28              | Агафонова Ірина Іванівна        | 04.11.2010            | середня спеціальна | член Партії регіонів                    | Борівська поліклиника, медична сестра         |
| Самовисування   |                                 |                       |                    |                                         |                                               |
| 1               | Стрижко Марина Миколаївна       | 04.11.2010            | середня            | член Політичної партії «Сильна Україна» | Борівська поліклініка, медична сестра         |
| 3               | Курбатов Олександр Пилипович    | 04.11.2010            | вища               | позапартійний                           | Доминттрест сервис, заступник директора       |
| 4               | Воронова Світлана Іванівна      | 04.11.2010            | середня            | позапартійна                            | тимчасово не працює                           |
| 5               | Грунт В'ячеслав Іванович        | 04.11.2010            | середня            | позапартійний                           | підприємець                                   |
| 6               | Воронова Валентина Миколаївна   | 04.11.2010            | середня спеціальна | позапартійна                            | тимчасово не працює                           |
| 7               | Черножуков Сергій Іванович      | 04.11.2010            | середня            | позапартійний                           | АЗОТ, апаратник                               |
| 10              | Осколкова Світлана Федорівна    | 04.11.2010            | середня спеціальна | позапартійна                            | Борівська селищна рада, спеціаліст            |
| 11              | Становихина Лілія Миколаївна    | 04.11.2010            | середня спеціальна | позапартійна                            | ДК Борівське, директор                        |
| 12              | Липко Лариса Миколаївна         | 04.11.2010            | середня спеціальна | член Партії регіонів                    | тимчасово не працює                           |
| 16              | Старікова Світлана Петрівна     | 04.11.2010            | середня            | позапартійна                            | підприємець                                   |
| 19              | Моргунова Тетяна Вікторівна     | 04.11.2010            | середня            | позапартійна                            | Борівська селищна рада, спеціаліст            |
| 20              | Болтова Любов Миколаївна        | 04.11.2010            | середня            | позапартійна                            | тимчасово не працює                           |
| 22              | Рисухін Анатолій Миколайович    | 04.11.2010            | середня            | позапартійний                           | тимчасово не працює                           |
| 23              | Агафонова Ірина Павлівна        | 04.11.2010            | середня спеціальна | позапартійна                            | Сєвєродонецьктепло, оператор                  |
| 25              | Агафонов Віктор Петрович        | 04.11.2010            | середня спеціальна | позапартійний                           | Борівська селищна рада, секретар              |
| 27              | Подрезова Катерина Іванівна     | 29.04.2012            | середня            | член Партії регіонів                    | пенсіонер                                     |
| 29              | Веслогузов Олексій Анатолійович | 04.11.2010            | вища               | позапартійний                           | РЕМС, водій                                   |
| 30              | Таболіна Наталія Олександрівна  | 04.11.2010            | середня спеціальна | член Політичної партії «Сильна Україна» | підприємець                                   |